# Passage Bourg-l’Abbé

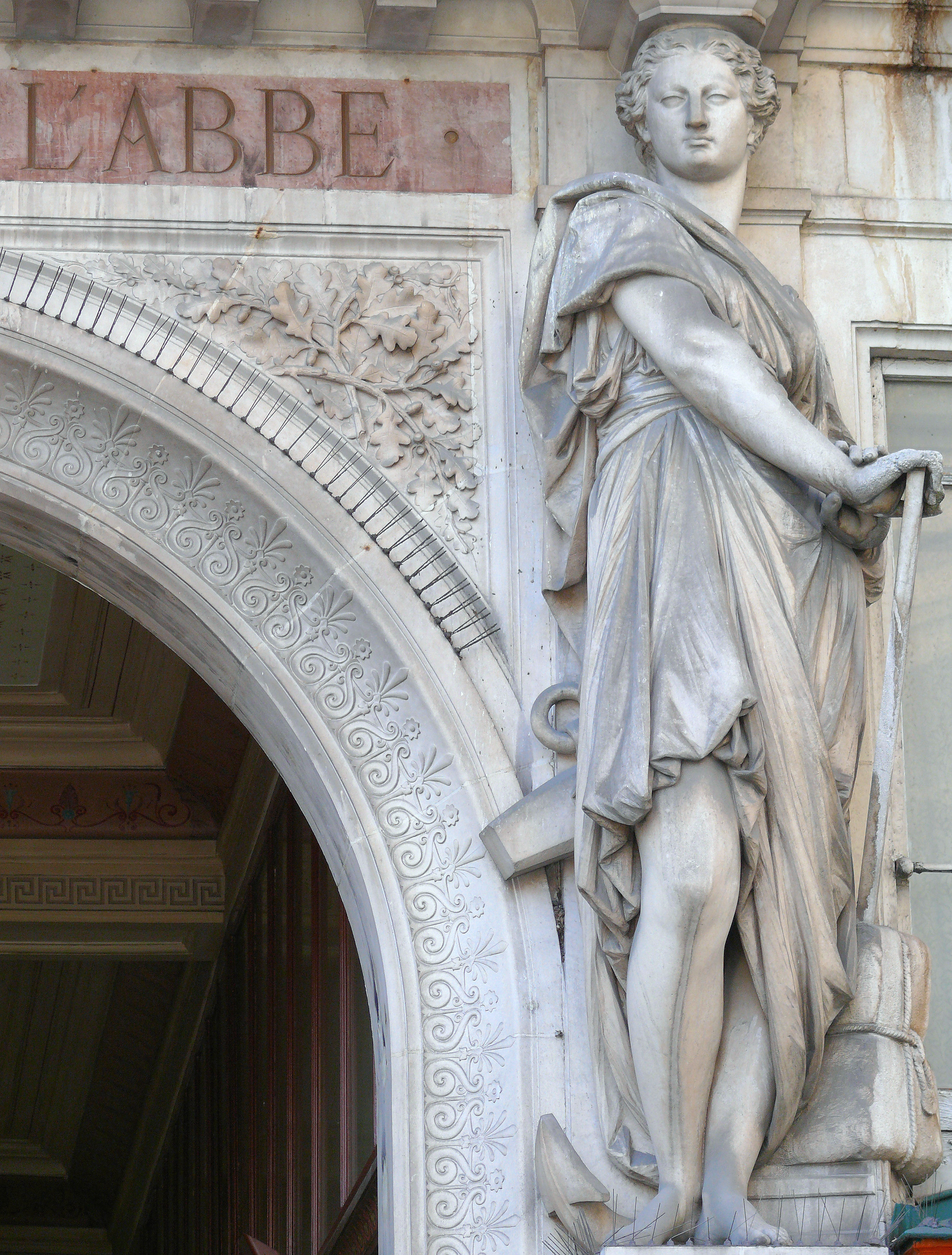
Eingang zur Passage Bourg-l’Abbé

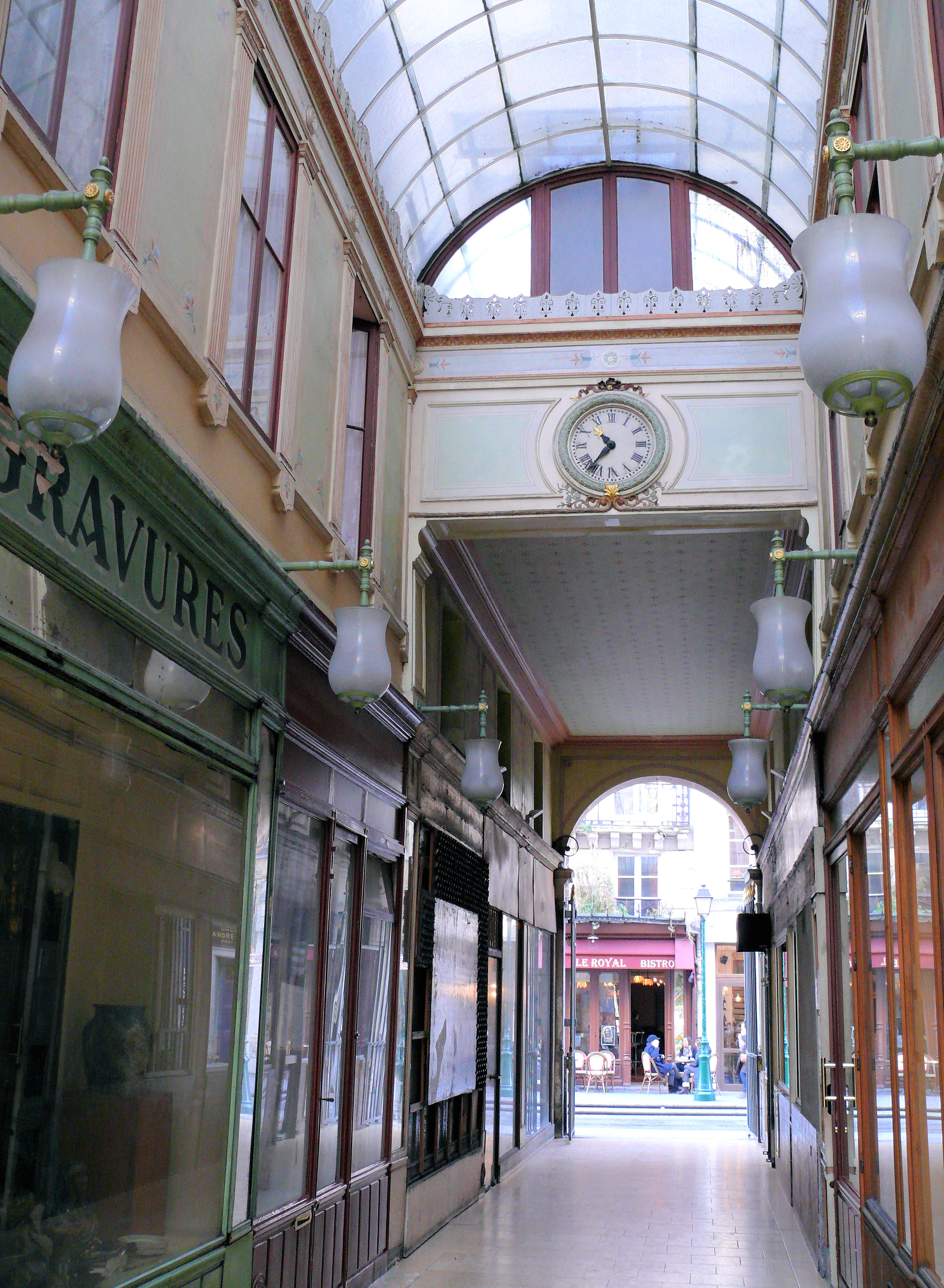
Passage Bourg-l’Abbé

Die Passage Bourg-l’Abbé ist eine überdachte Ladenpassage aus dem 19. Jahrhundert im 2. Arrondissement in Paris. Die Passage Bourg-l’Abbé ist ein schützenswertes Denkmal (monument historique).

## Lage
Die Passage Bourg-l’Abbé – ihr Name kommt von dem ehemaligen Kloster St-Martin-des-Champs – befindet sich zwischen 120, rue Saint-Denis und 3, rue de Palestro in einem gemischten Wohn- und Geschäftsviertel in der Nähe der Grands Boulevards. Etienne Marcel ist die nächste Metrostation der Linie 4, die Paris vom Süden nach Norden durchquert.
Weitere Passagen befinden sich in ihrer Nähe: Passage du Prado (10. Arrondissement), Passage du Caire (2. Arrondissement) und Passage du Grand-Cerf (2. Arrondissement), deren Eingang an der rue Saint Denis sich exakt gegenüber dem Eingang der Passage Bourg-l’Abbé befindet.

## Geschichte
Diese kurze Passage wurde 1828 erbaut nach den Plänen des Architekten Auguste Lusson. Diese Zeit war das Zeitalter der Passagen in Paris und zwischen den Passagen herrschte eine große Konkurrenz. Ihr östlicher Teil wurde 1854 zerstört, als unter Napoleon III. und dem Präfekten Georges-Eugène Haussmann der Boulevard de Strasbourg, eine große Achse vom Châtelet zum Gare de l'Est, geschaffen wurde. Der nun neu erbaute Eingang an der rue de Palestro wurde von Henri Blondel entworfen. Zwei große Karyatiden (skulptiert von Aimé Millet) umrahmen den Eingang, der sich über zwei Stockwerke erstreckt. Der Schlussstein der Arkade symbolisiert mit einem Bienenstock den wirtschaftlichen Fleiß. Die Passage besitzt bis heute teilweise ein Tonnengewölbe.